# Misijon Nahuel Huapi
Misijon Nahuel Huapi je bil občasen misijon jezuitov, ki je obstajal v kolonialnih časih na obali jezera Nahuel Huapi v severni Patagoniji. Natančne lokacije misijona niso znane, vendar se na podlagi krščanske grobne najdbe domneva, da je bil misijon v začetku 18. stoletja na polotoku Huemul.
Misijon Nahuel Huapi je bil odvisen od upravnih in verskih zadev guvernorata Chiloé, vendar je bil kljub temu financiran iz mesta Valdivia. Zgodovinar Gabriel Guarda se s tem ne strinja in trdi, da je bil misijon v pristojnosti Valdivije.

## Zgodovina

### Zgodnja raziskovanja
Jezero Nahuel Huapi je bilo Špancem znano že v času osvajanja Čila. Poleti 1552–1553 je guverner Čila Pedro de Valdivia poslal Francisco de Villagra, da razišče območje vzhodno od Andov na zemljepisnih širinah mesta Valdivia. Francisco de Villagra je prečkal Ande preko prelaza Mamuil Malal in se usmeril proti jugu, dokler ni dosegel reke Limay v bližini jezera Nahuel Huapi.
Še en zgodnji Španec, ki je obiskal območje jezera Nahuel Huapi, je bil jezuitski duhovnik Diego de Rosales. Na to območje mu je naročil guverner Čila Francisco Antonio de Acuña Cabrera y Bayona, ki je bil zaskrbljen zaradi nemirov domačih Puelčev in Poya po ekspedicijah na lov na sužnje, ki jih je leta 1649 izvedel Luis Ponce de León in ujel Indijance in jih prodal v suženjstvo. Diego de Rosales je svoje potovanje začel pri ruševinah Villarice v Čilu, prečkal Ande preko prelaza Mamuil Malal in potoval naprej proti jugu po vzhodnih andskih dolinah, leta 1650 pa do jezera Nahuel Huapi.

### Misijon
Leta 1670 je jezuitski oče Nicolás Mascardi s sedežem v arhipelagu Chiloé v to območje vstopil skozi estuarij Reloncaví in jezero Todos los Santos, da bi našel misijon ob jezeru Nahuel Huapi, ki je trajal do leta 1673.
Nov misijon na obali jezera Nahuel Huapi je bil ustanovljen leta 1703, po naročilu podkralja Peruja pa je bil financiran iz Potosija. Po zgodovinskih dokumentih je Poya iz Nahuelhuapija zahteval ponovno vzpostavitev misijona, očitno za sklepanje zavezništva s Španci proti Puelčem. Po uporu Huilličev leta 1712 na otočju Chiloé so nekateri uporniki poiskali zatočišče pred španskimi represalijami pri očetu Manuelu del Hoyo v misijonu. Misijon so leta 1717 uničili Poyi, ker se niso strinjali z nadrejenim. Ni jim hotel dati krave. Kmalu zatem so oblasti izvedele, da so Poyi ubili štiri ali pet ljudi, ki so potovali v Concepción. Kolonisti so zbrali kaznovalno odpravo v Calbucu in Chiloéju. Odprava, sestavljena iz Špancev in indios reyunos, ni našla nobenega Poya.
Do razbitin ostankov HMS Wager na otočju Guayaneco 1741 so jezuiti očitno dajali prednost jezeru Nahuel Huapi kot območju, kjer so svojo misijonarsko dejavnost razširili na patagonske otoke južno od Chiloéja.
Leta 1766 je vodja misijona Ralún poskušal ponovno vzpostaviti misijon v Nahuel Huapiju, vendar je naslednje leto krona zatrla Družbo Jezusovo in jim ukazala oditi iz kolonij v Ameriki. Frančiškani, ki so zamenjali jezuite v Chiloéju, so skušali znova odkriti pot čez Ande do jezera Nahuel Huapi, da bi tam vzpostavili misijon. V ta namen so leta 1778 in 1779 organizirali odprave, ki pa niso uspele priti do jezera. Konfliktni intendant Chiloéja Francisca Hurtado del Pino je leta 1787 obtožil frančiškane, da jih ne zanima misijonarstvo in napačno trdil, da je bila pot do Nahuel Huapija znana.
Čeprav v Nahuel Huapiju niso ustanovili nobenega novega misijona, so frančiškani Valdivijo uporabili kot izhodišče za ustanovitev velike mreže misijonov, od katerih je bil misijon Río Bueno (ustanovljena leta 1777) najbližje Nahuel Huapiju.